# Atteva pustulella
Atteva pustulella is een vlinder uit de familie Attevidae. De wetenschappelijke naam van de soort werd in 1794 gepubliceerd door Johann Christian Fabricius.